# Championnat d'Allemagne féminin de football 2018-2019
 (avril 2019).
Navigation
Édition précédente Édition suivante
La Frauen-Bundesliga 2018-2019 est la 46e édition du championnat d'Allemagne féminin de football. Le premier niveau du championnat féminin oppose douze clubs allemands en une série de vingt-deux rencontres jouées durant la saison de football. La compétition débute le 16 septembre 2018 et s'achève le 12 mai 2018. Les deux premières places du championnat sont qualificatives pour la Ligue des champions féminine de l'UEFA alors que les deux dernières places sont synonymes de relégation en 2. Frauen-Bundesliga.
Lors de l'exercice précédent, le Borussia Mönchengladbach et le Bayer 04 Leverkusen ont gagné le droit d'évoluer dans cette compétition après avoir fini premiers de leurs groupes respectifs de 2. Frauen-Bundesliga.
Le VfL Wolfsbourg et le Bayern Munich, respectivement champion et vice-champion en 2018, sont quant à eux, les représentants allemands en Ligue des champions féminine de l'UEFA 2018-2019.

## Participants
| \| Bayern Munich Francfort Wolfsbourg Turbine Potsdam SG Essen-Schönebeck Fribourg Hoffenheim SC Sand Duisbourg Werder Brême Leverkusen Mönchengladbach \| Localisation des clubs engagés. |
| Bayern Munich Francfort Wolfsbourg Turbine Potsdam SG Essen-Schönebeck Fribourg Hoffenheim SC Sand Duisbourg Werder Brême Leverkusen Mönchengladbach                                       |

Ce tableau présente les douze équipes qualifiées pour disputer le championnat 2018-2019. On y trouve le nom des clubs, le nom des entraîneurs et leur nationalité, la date de création du club, l'année de la dernière montée au sein de l'élite, leur classement de la saison précédente, le nom des stades ainsi que la capacité de ces derniers.
Légende des couleurs
- Qualifié pour la phase finale de la Ligue des champions 2018-2019.
- Promu de 2. Frauen-Bundesliga.

| Nom du club              | Entraîneur        | DC   | DM   | Cls 2018 | Stade                                 | Capacité | Nb T. |
| ------------------------ | ----------------- | ---- | ---- | -------- | ------------------------------------- | -------- | ----- |
| VfL Wolfsbourg           | Stephan Lerch     | 1973 | 2006 | 1        | AOK Stadion                           | 5 200    | 4     |
| Bayern Munich            | Thomas Wörle      | 1970 | 2000 | 2        | Grünwalder Stadion                    | 15 000   | 3     |
| 1. FFC Turbine Potsdam   | Matthias Rudolph  | 1971 | 1994 | 4        | Karl-Liebknecht-Stadion               | 10 786   | 6     |
| SC Fribourg              | Jens Scheuer      | 1975 | 2011 | 3        | Möslestadion                          | 5 400    | /     |
| 1. FFC Francfort         | Niko Arnautis     | 1973 | 1990 | 6        | Stadion am Brentanobad                | 5 650    | 7     |
| SG Essen-Schönebeck      | Daniel Kraus      | 2000 | 2004 | 5        | Stadion Essen                         | 20 650   | /     |
| TSG 1899 Hoffenheim      | Jürgen Ehrmann    | 2006 | 2013 | 8        | Dietmar Hopp Stadion                  | 6 350    | /     |
| SC Sand                  | Sascha Glass      | 1980 | 2014 | 7        | Orsay-Stadion, Willstätt              | 2 000    | /     |
| MSV Duisbourg            | Thomas Gerstner   | 2009 | 2016 | 9        | PCC-Stadion                           | 3 000    | /     |
| Werder Brême             | Carmen Roth       | 2008 | 2017 | 10       | Terrain 11 du Weserstadion            | 5 500    | /     |
| Borussia Mönchengladbach | Mike Schmalenberg | 1995 | 2018 | 2.FB     | Grenzlandstadion                      | 10 000   | /     |
| Bayer 04 Leverkusen      | Verena Hagedorn   | 2008 | 2018 | 2.FB     | Nachwuchsleistungszentrum Kurtekotten | 1 140    | /     |

## Compétition

### Classement
Le classement est calculé avec le barème de points suivant : une victoire vaut trois points, le match nul un et la défaite zéro.
Les critères utilisés pour départager en cas d'égalité au classement sont les suivants :
1. différence entre les buts marqués et les buts concédés sur la totalité des matchs joués dans le championnat ;
2. plus grand nombre de buts marqués sur la totalité des matchs joués dans le championnat.

| Rang | Équipe                     | Pts | J  | G  | N | P  | Bp | Bc  | Diff |
| ---- | -------------------------- | --- | -- | -- | - | -- | -- | --- | ---- |
| 1    | VfL Wolfsbourg T           | 59  | 22 | 18 | 2 | 1  | 94 | 11  | +83  |
| 2    | Bayern Munich              | 55  | 22 | 17 | 4 | 1  | 75 | 18  | +57  |
| 3    | FFC Turbine Potsdam        | 42  | 22 | 12 | 6 | 4  | 59 | 25  | +34  |
| 4    | SG Essen-Schönebeck        | 41  | 22 | 11 | 9 | 3  | 50 | 28  | +22  |
| 5    | FFC Francfort              | 34  | 22 | 9  | 4 | 8  | 48 | 38  | +10  |
| 6    | TSG Hoffenheim             | 33  | 22 | 9  | 6 | 7  | 48 | 29  | +19  |
| 7    | SC Fribourg                | 26  | 22 | 7  | 5 | 10 | 41 | 33  | +8   |
| 8    | SC Sand                    | 25  | 22 | 6  | 7 | 9  | 29 | 40  | -11  |
| 9    | MSV Duisbourg              | 19  | 22 | 5  | 4 | 13 | 21 | 62  | -41  |
| 10   | Bayer 04 Leverkusen P      | 18  | 22 | 5  | 3 | 14 | 22 | 75  | -53  |
| 11   | Werder Brême               | 16  | 22 | 4  | 4 | 14 | 23 | 48  | -25  |
| 12   | Borussia Mönchengladbach P | 1   | 22 | 0  | 1 | 20 | 7  | 110 | -103 |

| Légende : | Légende : |
| --------- | --- |
|           | Qualifié pour la Ligue des champions 2019-2020 (Seizièmes de finale). |
|           | Relégué en 2. Frauen-Bundesliga. |
|           | T Tenant du titre. P Promu de 2. Frauen-Bundesliga. CA Vainqueur de la DFB-Pokal Frauen 2018-2019. Pts points ; G victoires ; N match nuls ; P défaites Bp buts marqués ; Bc buts encaissés ; Diff différence de buts |

### Résultats
| Résultats (▼dom., ►ext.)                                   | ByM  | Dui  | Ess | Fra | Fri | Hof | Lev | Mön | San | Tur | Wer | Wol |
| Bayern Munich                                              |      | 4-0  | 2-2 | 3-1 | 3-0 | 2-1 | 8-0 | 9-0 | 1-1 | 5-0 | 4-1 | 4-2 |
| MSV Duisbourg                                              | 0-4  |      | 0-4 | 0-2 | 1-6 | 2-2 | 1-0 | 3-1 | 2-2 | 1-8 | 3-0 | 1-2 |
| SG Essen-Schönebeck                                        | 0-2  | 6-0  |     | 4-3 | 2-2 | 2-2 | 5-0 | 3-0 | 1-0 | 3-2 | 2-2 | 0-5 |
| FFC Francfort                                              | 0-3  | 0-0  | 1-1 |     | 0-0 | 1-4 | 4-2 | 8-0 | 1-0 | 3-3 | 2-1 | 2-6 |
| SC Fribourg                                                | 1-2  | 0-2  | 1-2 | 3-4 |     | 3-2 | 6-0 | 4-0 | 2-2 | 1-2 | 1-1 | 2-3 |
| TSG Hoffenheim                                             | 0-1  | 3-3  | 1-2 | 0-1 | 2-1 |     | 6-2 | 4-1 | 4-0 | 1-0 | 4-0 | 0-1 |
| Leverkusen                                                 | 1-10 | 4-1  | 2-1 | 0-3 | 0-3 | 0-3 |     | 3-0 | 1-1 | 1-1 | 1-0 | 0-5 |
| B. Mönchengladbach                                         | 0-5  | 0-11 | 0-6 | 0-9 | 0-2 | 0-4 | 4-4 |     | 1-4 | 0-7 | 0-3 | 0-7 |
| SC Sand                                                    | 1-1  | 1-0  | 0-1 | 0-1 | 0-0 | 2-2 | 3-0 | 5-0 |     | 2-3 | 2-0 | 0-9 |
| FFC Turbine Potsdam                                        | 1-1  | 3-0  | 2-2 | 3-1 | 2-0 | 1-1 | 3-0 | 6-0 | 2-0 |     | 5-0 | 1-1 |
| Werder Brême                                               | 0-1  | 5-0  | 1-1 | 2-1 | 0-3 | 1-1 | 0-1 | 5-0 | 1-3 | 0-4 |     | 0-3 |
| VfL Wolfsbourg                                             | 6-0  | 5-0  | 0-0 | 3-0 | 3-0 | 3-1 | 7-0 | 8-0 | 7-0 | 2-0 | 6-0 |     |
| - Victoire à domicile - Match nul - Victoire à l'extérieur |      |      |     |     |     |     |     |     |     |     |     |     |

1 : Le match Borussia Mönchengladbach - MSV Duisbourg (16e journée / date 17 mars 2019) a été annulé (terrain impraticable) et reporté au 27 mars 2019.

### Évolution du classement
Le tableau suivant récapitule le classement au terme de chacune des journées définies par le calendrier officiel, les matchs joués en retard sont pris en compte la journée suivante.
| Journée    | 1  | 2  | 3  | 4  | 5  | 6  | 7  | 8  | 9  | 10 | 11 | 12 | 13 | 14 | 15 | 16 | 17 | 18 | 19 | 20 | 21 | 22 |
| Équipe     |    |    |    |    |    |    |    |    |    |    |    |    |    |    |    |    |    |    |    |    |    |    |
| ---------- | -- | -- | -- | -- | -- | -- | -- | -- | -- | -- | -- | -- | -- | -- | -- | -- | -- | -- | -- | -- | -- | -- |
| Munich     | 1  | 1  | 3  | 2  | 2  | 2  | 2  | 2  | 2  | 2  | 2  | 2  | 2  | 2  | 2  | 2  | 2  | 2  | 2  | 2  | 2  | 2  |
| M'Gladbach | 9  | 11 | 12 | 12 | 12 | 12 | 12 | 12 | 12 | 12 | 12 | 12 | 12 | 12 | 12 | 12 | 12 | 12 | 12 | 12 | 12 | 12 |
| Duisbourg  | 11 | 12 | 9  | 7  | 5  | 7  | 8  | 9  | 9  | 9  | 9  | 9  | 9  | 9  | 10 | 9  | 9  | 9  | 9  | 9  | 9  | 9  |
| Essen      | 2  | 7  | 6  | 3  | 3  | 3  | 4  | 5  | 5  | 4  | 4  | 4  | 4  | 4  | 4  | 3  | 3  | 4  | 4  | 4  | 4  | 4  |
| Francfort  | 9  | 10 | 11 | 11 | 9  | 10 | 9  | 8  | 6  | 6  | 6  | 6  | 6  | 7  | 6  | 6  | 7  | 7  | 7  | 6  | 6  | 5  |
| Fribourg   | 6  | 4  | 2  | 4  | 8  | 5  | 7  | 7  | 7  | 8  | 7  | 7  | 7  | 6  | 5  | 5  | 6  | 6  | 6  | 7  | 7  | 7  |
| Hoffenheim | 5  | 3  | 4  | 5  | 4  | 6  | 5  | 4  | 4  | 5  | 5  | 5  | 5  | 5  | 7  | 7  | 5  | 5  | 5  | 5  | 5  | 6  |
| Leverkusen | 12 | 8  | 10 | 9  | 10 | 9  | 10 | 10 | 10 | 10 | 10 | 11 | 10 | 11 | 9  | 10 | 10 | 11 | 11 | 11 | 11 | 10 |
| Sand       | 6  | 9  | 7  | 8  | 6  | 8  | 6  | 6  | 8  | 7  | 8  | 8  | 8  | 8  | 8  | 8  | 8  | 8  | 8  | 8  | 8  | 8  |
| Potsdam    | 8  | 6  | 5  | 5  | 7  | 4  | 3  | 3  | 3  | 3  | 3  | 3  | 3  | 3  | 3  | 4  | 4  | 3  | 3  | 3  | 3  | 3  |
| Brême      | 3  | 5  | 8  | 10 | 11 | 11 | 11 | 11 | 11 | 11 | 11 | 10 | 11 | 10 | 11 | 11 | 11 | 10 | 10 | 10 | 10 | 11 |
| Wolfsbourg | 3  | 2  | 1  | 1  | 1  | 1  | 1  | 1  | 1  | 1  | 1  | 1  | 1  | 1  | 1  | 1  | 1  | 1  | 1  | 1  | 1  | 1  |

## Statistiques

### Meilleures buteuses
| Rang | Joueur               | Club                   | Buts |
| ---- | -------------------- | ---------------------- | ---- |
| 1    | Ewa Pajor            | VfL Wolfsbourg         | 24   |
| 2    | Pernille Harder      | VfL Wolfsbourg         | 18   |
| 3    | Lea Schüller         | SG Essen-Schönebeck    | 14   |
| 4    | Sara Däbritz         | Bayern Munich          | 13   |
| 4    | Alexandra Popp       | VfL Wolfsbourg         | 13   |
| 6    | Mandy Islacker       | Bayern Munich          | 12   |
| 7    | Lara Prašnikar       | 1. FFC Turbine Potsdam | 10   |
| 7    | Laura Feiersinger    | FFC Francfort          | 10   |
| 7    | Laura Freigang       | FFC Francfort          | 10   |
| 10   | Fridolina Rolfö      | Bayern Munich          | 9    |
| 10   | Nicole Billa         | TSG Hoffenheim         | 9    |
| 10   | Maximiliane Rall     | TSG Hoffenheim         | 9    |
| 10   | Lena Sophie Oberdorf | SG Essen-Schönebeck    | 9    |
| 13   | Giulia Gwinn         | SC Fribourg            | 8    |
| 13   | Dörthe Hoppius       | MSV Duisbourg          | 8    |
| 13   | Tabea Waßmuth        | TSG Hoffenheim         | 8    |
| 13   | Viktoria Schwalm     | 1. FFC Turbine Potsdam | 8    |
| 13   | Caroline Hansen      | VfL Wolfsbourg         | 8    |
| 19   | Jill Roord           | Bayern Munich          | 7    |
| 19   | Lina Magull          | Bayern Munich          | 7    |
| 19   | Svenja Huth          | 1. FFC Turbine Potsdam | 7    |
| 19   | Lena Petermann       | 1. FFC Turbine Potsdam | 7    |
| 19   | Geraldine Reuteler   | FFC Francfort          | 7    |
| 19   | Zsanett Jakabfi      | VfL Wolfsbourg         | 7    |
| 25   | Sandra Starke        | SC Fribourg            | 6    |
| 25   | Sharon Beck          | SC Fribourg            | 6    |
| 25   | Felicitas Rauch      | 1. FFC Turbine Potsdam | 6    |
| 25   | Tanja Pawollek       | FFC Francfort          | 6    |
| 25   | Kristine Minde       | VfL Wolfsbourg         | 6    |
| 25   | Shekiera Martinez    | FFC Francfort          | 6    |
| 25   | Ivana Rudelic        | Bayer 04 Leverkusen    | 6    |

Mise à jour au= 11 mai 2019

## Bilan de la saison
| Championnat d'Allemagne féminin de football 2018-2019 |                          |
| Champion                                              | VfL Wolfsbourg           |
| Coupes et trophées                                    |                          |
| Vainqueur DFB-Pokal Frauen 2018-2019                  | VfL Wolfsbourg           |
| Qualifications continentales                          |                          |
| Ligue des champions 2019-2020                         | VfL Wolfsbourg           |
| Ligue des champions 2019-2020                         | Bayern Munich            |
| Promotions et relégations                             |                          |
| Promus en Frauen-Bundesliga                           | 1. FC Cologne            |
| Promus en Frauen-Bundesliga                           | FF USV Iéna              |
| Relégués en 2. Frauen-Bundesliga                      | Borussia Mönchengladbach |
| Relégués en 2. Frauen-Bundesliga                      | Werder Brême             |